# Lulu (zpěvačka)
Lulu (* 3. listopadu 1948 Lennoxtown) je skotská zpěvačka. Roku 1964 podepsala smlouvu s vydavatelstvím Decca Records, což znamenalo zahájení její profesionální kariéry. Své první dlouhohrající album nazvané Something to Shout About vydala roku 1965. V roce 1967 nahrála titulní píseň k filmu Panu učiteli s láskou. Roku 1969 reprezentovala Spojené království na Eurovision Song Contest. Rovněž hrála v různých seriálech a filmech.